# Xã East Bradford, Quận Chester, Pennsylvania
Xã East Bradford (tiếng Anh: East Bradford Township) là một xã thuộc quận Chester, tiểu bang Pennsylvania, Hoa Kỳ. Năm 2010, dân số của xã này là 9.942 người.